# Andrey Santos
Andrey Nascimento dos Santos (Rio de Janeiro, 4 de março de 2004) é um futebolista brasileiro que atua como meio-campista. Atualmente joga no Chelsea.

## Carreira

### Início
Aos quatro anos, foi apresentado ao futsal na tentativa de perder peso. Iniciou na escolinha do Bangu, matriculado por sua avó. Dois anos depois, destacou-se numa competição contra o Vasco e acabou sendo contratado pelo clube.
No cruzmaltino, se apaixonou pelo jogo e começou a jogar como zagueiro, antes de ser promovido ao meio-campo durante sua passagem pelas categorias de base do Vasco da Gama.

### Vasco da Gama

#### 2021
No dia 6 de março, aos 16 anos, Andrey realizou sua estreia profissional pelo Vasco da Gama entrando aos 85 minutos na derrota por 1 a 0 para o Volta Redonda, em jogo válido pelo Campeonato Carioca. Ele faria sua estreia na Série B no dia 28 de novembro, numa derrota por 3 a 0 na para o Londrina.

#### 2022
Na temporada de 2022, o técnico do Vasco, Zé Ricardo, fez de Andrey titular do time, impulsionando sua carreira a novos patamares. Ele tornou-se o jogador mais jovem a balançar as redes com a camisa do Vasco no dia 7 de junho, quando marcou na vitória por 3 a 2 fora de casa contra o Náutico, em partida válida pela Série B.
O jogador havia marcado um gol na 37ª rodada, que quase classificou o Vasco para a primeira divisão, mas o Sampaio Corrêa desempatou a partida e levou a decisão da última vaga para Série A para o jogo seguinte. Seu último jogo pelo clube brasileiro foi na 38ª daquela Série B durante o evento conhecido como "Batalha de Itu". Era um confronto direto contra o Ituano que resultou na classificação heroica do time carioca para a primeira divisão do Campeonato Brasileiro da temporada seguinte.
Andrey atuou por 58 minutos desse jogo. Sua baixa minutagem se deve ao fato dele ter tido problemas no tornozelo antes desse jogo, e foi dúvida para o duelo decisivo. No entanto, o treinador Jorginho optou por levá-lo dado a sua importância no elenco vascaíno.

### Chelsea
Em 6 de janeiro de 2023, o Vasco da Gama anunciou que o Andrey havia deixado o clube para ingressar no Chelsea, clube da Premier League.
Mesmo contratado, Andrey vivia um impasse em relação ao seu visto trabalhista. Pois, desde 2020, quando a Inglaterra saiu da União Europeia jogadores estrangeiros precisam fazer um número mínimo de pontos para serem aceitos pela Football Association, esse empecilho foi gerado pelo Work Permit. O ‘work permit’ é o visto de trabalho que todo estrangeiro precisa receber das autoridades britânicas para trabalhar no Reino Unido. No caso de jogadores de futebol, a FA (federação inglesa) possui um sistema de pontos para que jogadores de fora do país recebam o visto. O atleta precisa somar no mínimo 15 pontos para ser automaticamente aprovado.
Os pontos são conquistados pelo jogador com base nos seguintes fatores, sempre levando em conta os últimos 12 meses:
- Número de jogos pela Seleção de seu país;
- Número de minutos jogados em competições nacionais;
- Número de minutos jogados em competições internacionais;
- Última posição do time do jogador em sua liga nacional;
- Até onde o time do jogador avançou em competições internacionais;
- Em qual nível está a liga do time do jogador.

Neste último critério, a FA separa as ligas em seis níveis, sendo o primeiro composto pelos Campeonatos Inglês, Espanhol, Italiano, Alemão e Francês, e o segundo, pelas ligas de Portugal, Holanda, Bélgica, Turquia e a Segunda Divisão Inglesa. O Campeonato Brasileiro está apenas no terceiro nível, enquanto a Série B do Brasil – onde Andrey jogou na última temporada – está no sexto e último nível.
Visando jogar competições internacionais, como a Copa Libertadores da América de 2023, Andrey pensou em retornar ao Brasil e rapidamente recebeu interessados. Entre eles vieram Palmeiras e o Flamengo. O jogador recusou a oferta do clube carioca, que havia acabado de vender o meio-campista João Gomes para o Wolverhampton. Santos alegou ter identificação com o maior rival do time, e clube que o revelou ao futebol, Vasco da Gama.
O Chelsea, buscando que o jogador estivesse apto para jogar no meio do ano, decidiu, bem como os empresários do brasileiro, que a negociação, por empréstimo, fosse realizada com o time paulista. Mas as negociações sofreram muitas mudanças com o decorrer do tempo. Quando já estava prestes a realizar os exames médicos com o verdão, o time londrino mudou o formato da negociação, o que afastou de vez o time comandado por Abel Ferreira.
Palmeiras queria Andrey Santos até dezembro pagando uma parcela menor de seu salário. Além disso, o clube paulista teria a decisão de liberar ou não o atleta para o Mundial Sub-20. O Chelsea resolveu, de última hora, mudar o negócio e disse ao Palmeiras que só liberaria o volante até julho, quando começava a temporada europeia, e que seria preciso liberar o mesmo para o Mundial Sub-20, a fim de obter a pontuação necessária para o work permit. Além disso, os blues queriam receber uma compensação financeira pelo empréstimo de Andrey. Tudo isso causou a desistência do Palmeiras.

### Vasco da Gama (empréstimo)

#### 2023
Após as frustradas tentativas de negócio com o Palmeiras, o Vasco viu um caminho livre para disputar o jogador. Inicialmente, ambos não fizeram negócio, pois Andrey não havia aceitado parcelar a dívida que o clube carioca tinha com ele. Porém, após mais dias de negociação, o jovem aceitou o tal parcelamento e selou seu retorno ao clube que o revelou para o futebol.
O pagamento da dívida seria feito no fim de março, abril e maio, em três parcelas. Andrey mudou de ideia pela vontade de retornar ao Vasco. O jogador considerava o pagamento integral mais justo, e que isso já deveria ter sido feito. No entanto, o Vasco não mostrou alternativas além das três parcelas. O Chelsea aceitou arcar com 100% dos salários de Andrey no período de empréstimo. Foi anunciado que ele ficaria no Vasco até o dia 1 de julho, quando retornaria para fazer a pré-temporada no clube inglês. Além disso, houve uma obrigatoriedade no contrato para que o Vasco ceda o jogador para disputar o Mundial Sub-20.
Por Andrey possuir uma identificação com o clube, o então volante titular, Jair, ofereceu para o jovem a camisa 8, que era utilizada pelo próprio. Mas o jovem recusou e decidiu que assumiria a numeração 18, pois era a camisa na qual Andrey havia estreado no profissional, na época com 16 anos, e que também era exatamente a sua idade naquele ano.
O jogador foi registrado no BID da CBF no dia 2 de março, após ter assinado o contrato de empréstimo no mesmo dia. Logo Andrey ficou disponível para atuar no dia 5 de março, no Clássico dos Milhões contra o Flamengo, válido pela 10ª rodada da Taça Guanabara. E foi nessa partida que o volante teve sua primeira atuação após ter assinado com o Chelsea, inclusive começando entre os 11 titulares. A partida terminou com a vitória do time cruzmaltino por 1 a 0, com gol do lateral Pumita Rodríguez. Essa partida também marcou a estreia do zagueiro Manuel Capasso pelo clube de São Januário. Ao final do campeonato estadual, o Vasco foi eliminado nas semifinais diante do rival Flamengo.
Pela Copa do Brasil, Andrey só jogou o segundo jogo do time na competição. Ele viu seu time ser eliminado diante do ABC após um empate por 0 a 0 no tempo normal e uma derrota por 6 a 5 nos pênaltis.
Marcou seu primeiro gol após o retorno em sua estreia oficial na Série A (e também reestreia do Cruzmaltino após dois anos na Serie B), diante do Atlético Mineiro no Mineirão. O gol aos 5 minutos abriu o placar da vitória vascaína por 2 a 1.
Durante essa competição, o volante disputou cinco jogos até ser convocado para Seleção Brasileira Sub-20. Após voltar do Mundial Sub-20 daquele ano, Andrey teve de lidar com um Vasco em situação delicada no Campeonato Brasileiro. O time estava na zona de rebaixamento e não vencia desde que o jogador havia deixado o time para servir a seleção.
No entanto, ainda que estivesse voltado, na 11ª rodada , o jogador não conseguiu ajudar o time de São Januário no seu último jogo pelo time carioca na derrota por 1 a 0 diante o Goiás. Andrey chegou a fazer um gol, mas foi dado impedimento. Após essa rodada, além de dar adeus ao clube, já que levou o 3º cartão amarelo e não poderia jogar a partida seguinte, o treinador Maurício Barbieri foi demitido.
Em seu Instagram, o brasileiro comentou sobre sua saída do time, que permanecia na zona de rebaixamento naquelas 11 rodadas:
| “ | Não saiu como esperávamos... Mas estarei sempre na torcida, e tenho certeza que dias melhores virão. | ” |

Andrey despediu-se do clube com 11 jogos e um gol marcado.

### Nottingham Forest (empréstimo)

#### 2023–24
Após seu contrato de empréstimo se encerrar com o Vasco da Gama, o jogador retornou para o Chelsea para jogar a temporada 2023–24. Contudo, após realizar a Pré-Temporada na Florida Cup, o time azul de Londres decidiu emprestar o brasileiro para que ele ganhasse mais experiência no futebol inglês.
Andrey teve a sua contratação anunciada pelo Nottingham Forest no dia 25 de agosto, chegando por empréstimo até o final da temporada. No clube inglês, o jogador encontraria outros brasileiros no elenco, pois dividira vestiário com Danilo e Felipe. Andrey chegou no clube após interesse do diretor italiano Filippo Giraldi – que já havia contratado brasileiros para outras equipes inglesas, como João Pedro e Richarlison para o Watford além de Gustavo Scarpa e Renan Lodi para o Notthingham Forest meses antes.
A estreia oficial do jogador aconteceu durante a Copa da Liga Inglesa de 2023–24, no dia 30 de agosto de 2023. Na ocasião, Andrey jogou de titular os 90 minutos, mas sua equipe foi eliminada pelo Burnley por uma vitória simples de 1 a 0.

### Strasbourg (empréstimo)
A passagem de Andrey pelo Nottingham Forest foi extremamente frustrante visto que ele só participou de dois jogos em um semestre, com duas derrotas. Assim foi devolvido ao Chelsea. O atleta iria passar um período com a Seleção no Pré-Olímpico até que a equipe londrina decidisse o futuro do jogador.
Em 1 de fevereiro de 2024, o Strasbourg oficializou a contratação de Andrey Santos, por empréstimo até ao final da temporada 2023–24, sem opção de compra. No clube francês, o meio-campista iria dividir vestiário com outra jovem promessa brasileira emprestada pelo Chelsea: Deivid Washington. Ele havia sido cedido à equipe no começo da mesma temporada.Em 12 de maio de 2024, Andrey marcou seu primeiro gol pelo Strasbourg, ele marcou nos acréscimos o gol da vitória por 2 a 1 contra o Metz, esse foi o primeiro gol após sua chegada na Europa.

#### 2024–25

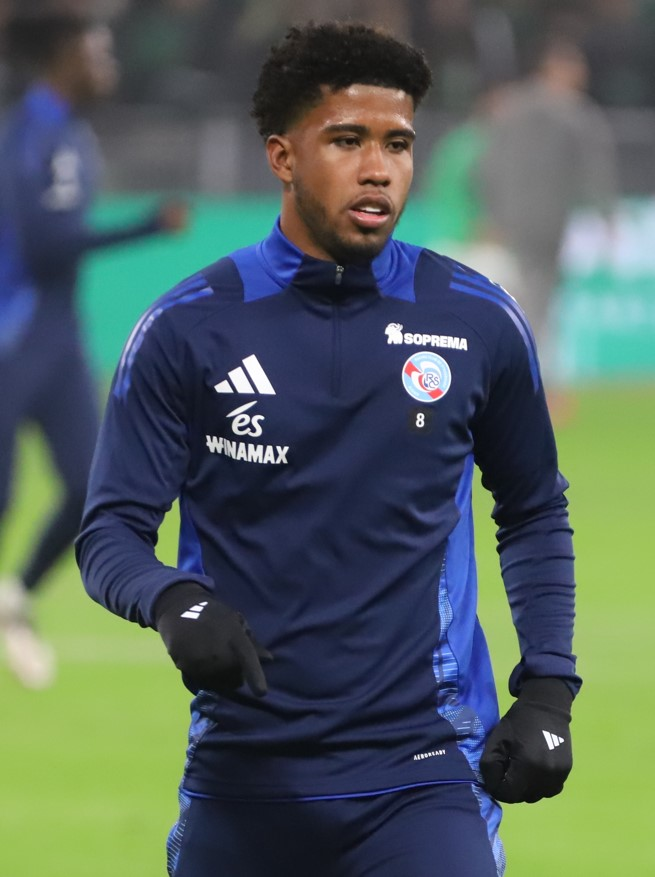
Andrey em 2024.

Andrey retornou ao Chelsea ao fim do seu curto empréstimo com o clube francês. No entanto, os ingleses não possuíam a intenção de aproveitá-los por muitos jogos e, devido ao seu bom desempenho no clube anterior, as partes acordaram em levar o brasileiro de volta para o Strasbourg por mais uma temporada.
Quando retornou, foi uma peça importante no início de temporada da equipe pela Ligue 1. Nas dez primeiras rodadas, o volante foi destaque e marcou cinco gols, sendo um doblete contra o Nantes a sua partida com mais tentos feitos até aquele momento.
Andrey continuou seus jogos com uma modesta campanha do clube. Eventualmente, mesmo com apenas 20 anos, o brasileiro assumiu a braçadeira de capitão da equipe em algumas partidas, liderando-os pela primeira vez, como titular, em 24 de novembro de 2024, quando o clube perdeu para o Nice por 2–1.
Apesar de não ter sido o capitão em todos os jogos, assumiu o posto com muita frequência e chegou a marcar dois gols enquanto tinha consigo a braçadeira: a primeira vez na 26ª rodada, ao estufar as redes do Toulouse; e a última na partida seguinte ao fazer um dos tentos na goelada por 4–2 contra o Lyon.
Mesmo jogando longe do gol, já que performava essencialmente de médio, o brasileiro conseguiu marcar 10 gols na Ligue 1 e contribuiu para que o clube alcançasse 57 pontos na tabela, ficando também com a 7ª colocação – uma atrás do Lyon que garantiu-se na Liga Conferência da UEFA da próxima época.
Na Copa da França de Futebol, jogou duas partidas, marcou um gol na estreia e eventualmente foi eliminado ao Angers nas oitavas de final por 3–1.
Ao final da temporada, Andrey tivera seu melhor desempenho na carreira: 11 gols e quatro assistências em 34 partidas. Mesmo jogando em um time modesto, o jogador foi um dos grandes atletas brasileiros atuando na Europa e isso chamou atenção do novo treinador da Seleção Brasileira, Carlo Ancelotti, que pôs seu nome na lista de pré-convocados antes de sua estreia com a Amarelinha. Eventualmente, o italiano chamou o médio para compor o elenco.

### Chelsea (retorno)

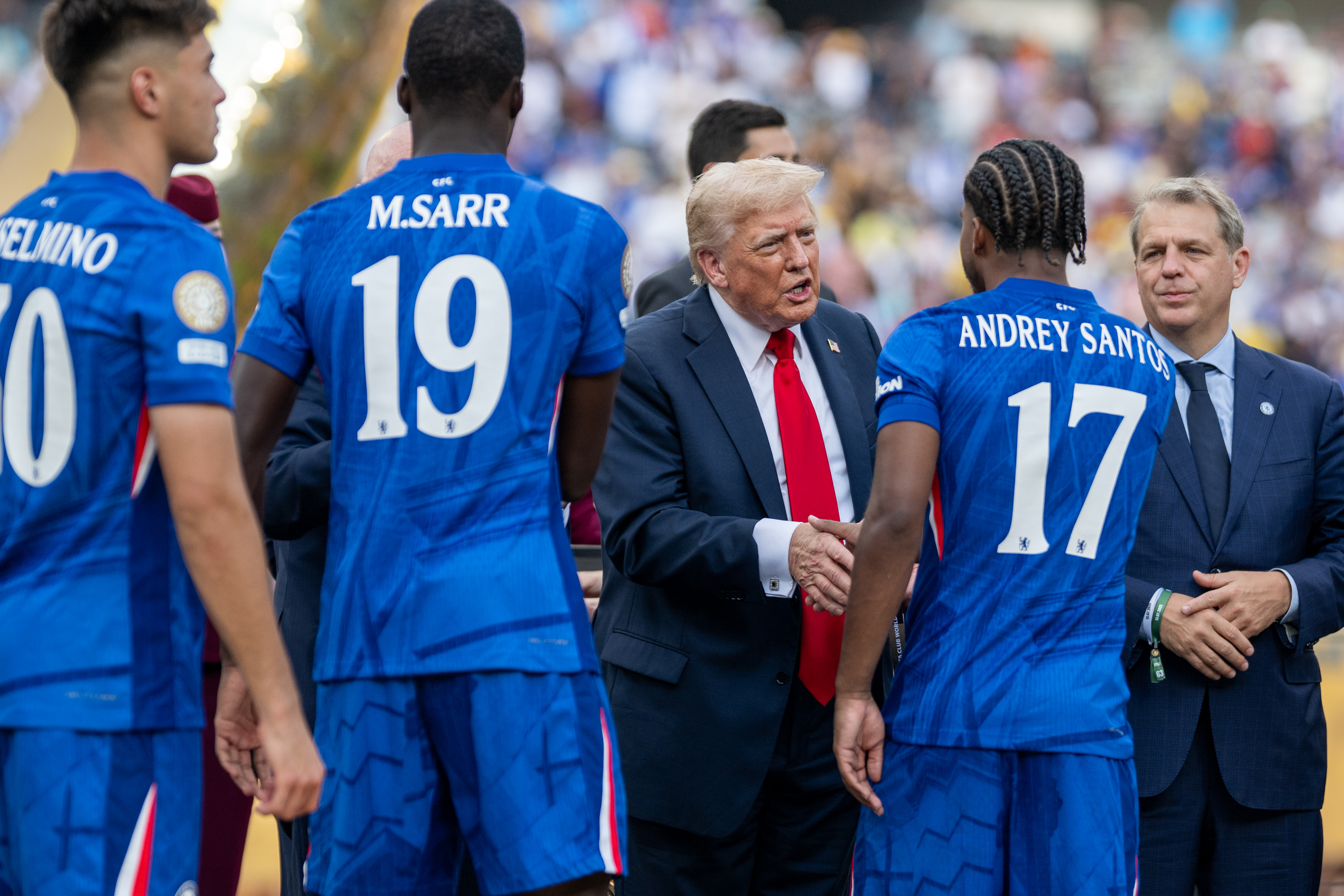
Andrey cumprimentando Donald Trump, enquanto este último exercia o cargo de Presidente dos Estados Unidos, em 2025.

Após ser pré-convocado, o treinador Enzo Maresca optou por aproveitar Andrey no elenco que rumaria aos Estados Unidos para disputar o Mundial de Clubes FIFA de 2025. Na competição, o jogador tardou dois jogos até finalmente estrear contra o Espérance Sportive de Tunis na Fase de Grupos. Nesta partida, deu uma assistência para Tyrique George marcar o último tento na vitória de 3–0.
Depois de ser suplente não utilizado nas Oitavas de Final, foi titular pela primeira vez nas Quartas, onde viu os Blues derrotarem o Palmeiras por 2–1, onde o volante performou por 90 minutos. Eventualmente, jogou menos de cinco minutos na semifinal contra o Fluminense e entrou aos 61 minutos da final contra o PSG, após lesão de Enzo Fernández. Com a vitória dos ingleses diante o atual campeão da Liga dos Campeões, a equipe vencera o primeiro Mundial de Clubes no formato de 32 equipes.

## Seleção Nacional

### Sub-15
Andrey representou o Sub-15 do Brasil no Campeonato Sul-Americano Sub-15 de 2019. 

### Sub-20

#### Campeonato Sul-Americano de 2023
Foi convocado pela Seleção Brasileira para jogar o Campeonato Sul-Americano Sub-20 de 2023. Ele foi o capitão da Seleção comandada por Ramon Menezes. O seu parceiro de Vasco, Marlon Gomes, também estava no elenco.
O Brasil conquistou em 12 de fevereiro, o título do Campeonato Sul-Americano Sub-20 de 2023, ao vencer o Uruguai no último jogo do hexagonal final, por 2-0. Andrey foi um dos artilheiros deste Sul-Americano, com seis gols, ao lado do compatriota Vitor Roque, e foi eleito melhor jogador do Campeonato Sul-Americano Sub-20.

#### Copa do Mundo Sub-20 de 2023
Apesar de já ter jogado na seleção principal naquela época, o jogador retornou para atuar com a equipe Sub-20 em uma competição entre os jogadores de sua idade. A liberação do Vasco da Gama (para a competição) foi obrigatória, vide o contrário que o Chelsea havia combinado com o clube antes do empréstimo do jogador ser concretizado naquela época.
Disputando a Copa do Mundo FIFA Sub-20 de 2023, o meio-campista foi capitão da seleção naquela campanha. O jogador não teve participação em gols nos primeiros três jogos do Brasil, mas conseguiu marcar dois importantes gols na vitória contra a Tunísia nas oitavas de final. Esse jogo também ficou marcado pelo 'show' vascaíno, já que Marlon Gomes, seu colega de Vasco da Gama, deu uma assistência para um de seus gols. A partida terminou com uma goleada brasileira por 4 a 1. O atacante Marcos Leonardo também foi destaque na partida marcando um gol e dando uma assistência (justamente para Andrey).
No jogo seguinte, enfrentando a seleção de Israel, Andrey contribuiu com uma assistência na partida. Mas o Brasil foi eliminado na prorrogação e deu adeus à competição após um placar de 3 a 2 para o time adversário. Revoltado com a atuação do árbitro da partida, o jogador teria dito para o juiz "pegar a camiseta de Israel" após o apito final de Juan Calderón.

### Principal
Em 3 de março de 2023, a Seleção Brasileira principal foi convocada pela primeira vez desde a Copa do Mundo FIFA de 2022. Com Andrey presente na lista, o técnico interino Ramon Menezes chamou 23 jogadores para um amistoso contra o Marrocos.
O volante realizou sua estreia pelo Brasil no dia 25 de março na derrota por 2 a 1 contra o Marrocos, em jogo realizado na cidade de Tânger. Após o apito final, Andrey comentou sobre o resultado negativo:
| “ | Quando se trata de Brasil, a gente sempre quer ganhar, sempre quer vencer e não foi diferente hoje. A gente tentou buscar o resultado, buscar a vitória, mas infelizmente não deu, mas agora é trabalhar. Eu acho que a minha nota (no jogo) fica 7. Infelizmente não saímos com a vitória. Se fosse com a vitória, seria um pouco maior (a nota). | ” |

Andrey, então, passou a não ser mais lembrado pelos treinadores Fernando Diniz e Dorival Júnior. Em tal período, acumulou empréstimos ao Nottingham Forest e ao Strasbourg. Nessa última, ao conseguir 11 gols na temporada 2024–25, conseguiu novamente ser chamado; dessa vez na primeira convocação do italiano Carlo Ancelotti, no dia 26 de maio de 2025.

## Vida pessoal
Andrey, no dia 8 de maio de 2023, folgando após empate num clássico contra o Fluminense, casou-se com a empresária Yngryd Freire em uma cerimônia "intimista" em uma casa no Recreio dos Bandeirantes.
Aos 19 anos de idade, o então jogador do Vasco declarou em seu Instagram sobre o casamento:
| “ | Eu prometo que irei cuidar de você, com todo o amor do mundo, eu prometo fazer de tudo pra arrancar um sorriso seu, e eu prometo que irei fazer de tudo pela nossa família! | ” |

## Títulos
Vasco da Gama
- Campeonato Carioca Sub-20: 2020[93]
- Copa do Brasil Sub-20: 2020
- Supercopa do Brasil Sub-20: 2020
- Taça Rio: 2021

Chelsea
- Mundial de Clubes FIFA: 2025[94]

Seleção Brasileira Sub-15
- Campeonato Sul-Americano Sub-15: 2019

Seleção Brasileira Sub-20
- Campeonato Sul-Americano Sub-20: 2023

### Artilharias
- Campeonato Sul-Americano Sub-20 de 2023 (6 gols)[95]